# Thierry Amiel
 (avril 2022).
Si vous disposez d'ouvrages ou d'articles de référence ou si vous connaissez des sites web de qualité traitant du thème abordé ici, merci de compléter l'article en donnant les références utiles à sa vérifiabilité et en les liant à la section « Notes et références ».
« Cœur sacré » redirige ici.  Pour les autres significations, voir Sacré-Cœur (homonymie).
Pour son album, voir Thierry Amiel (album).
Pour les articles homonymes, voir Amiel.
Thierry Amiel est un chanteur français né le 18 octobre 1982 à Marseille en France. 
Révélé par l'émission À la recherche de la Nouvelle Star dont il a été finaliste en 2003, il a depuis sorti quatre albums. Il a par ailleurs incarné Adam en 2012, dans la comédie musicale de Pascal Obispo, Adam & Eve.

## Biographie

### Enfance
Thierry Amiel naît le 18 octobre 1982 à Marseille[réf. nécessaire].

### Carrière musicale

#### Les débuts (2000-2003)
Il suit des cours de psychologie à l'Université de Provence tout en participant à de nombreux concours de chant, dont la finale du Graines de Star Tour (déjà sous la houlette de la chaîne M6) et le Tremplin 2000 de la région Provence-Alpes-Côte d'Azur[réf. nécessaire].
En 2001, après avoir arrêté ses études, Thierry passe sa première audition : Rêve d'un soir, sans succès. Il tente, en 2002 l'audition de Popstars 2, toujours en vain[réf. nécessaire].
Un an plus tard, il s'inscrit à l'audition de la première édition de À la recherche de la Nouvelle Star. C'est avec la chanson Je suis malade qu'il se présente aux auditions de Marseille. Sélectionné, il arrive en finale mais perd face à Jonathan Cerrada. Le 15 août 2003, à Auriol, il reçoit des mains du maire de sa ville une médaille d'honneur récompensant son talent d'interprète de la chanson française.

#### Paradoxes(2004-2006)
Après l'émission, il sort son 1er single, Les mots bleus, reprise du standard de Christophe qui se vend à plus de 200 000 exemplaires. Par la suite, son premier album Paradoxes, partiellement écrit par Lionel Florence (alors membre du jury de À la recherche de la nouvelle star) se classe 3e des ventes d'albums en France la semaine suivant sa sortie et est certifié disque d'or dès la première semaine.
Hélène Ségara l'invite à faire la 1re partie de son Olympia début novembre 2003, et chante en duo avec lui Vivo per lei.
L'exploitation de l'album se poursuit avec les titres Je regarde là-haut et Un jour arrive. Une tournée suit en 2004 et Thierry Amiel passe au Bataclan du 11 au 15 mai 2004 et au Casino de Paris le 19 novembre de la même année : il affiche complet dans ces deux salles[réf. nécessaire].

#### Thierry Amiel(2006-2008)
Son deuxième album sort le 20 novembre 2006, se terminant par le titre Suède qu'il a lui-même écrit et co-composé. Le premier single extrait, Cœur sacré, est signé Daniel Darc, chanteur du groupe Taxi Girl dans les années 1980, et entre au Top 6 des singles et au Top 11 des titres téléchargés.
L'album culmine à la 16e place des ventes d'albums en France et est certifié disque d'or dans le mois suivant sa sortie. Il participe à l'écriture de deux textes en collaboration avec Axelle Renoir (Qu'on en finisse, Prendre mon âme) et à la composition de Suède et Qu'on en finisse.
On retrouve sur cet album les signatures de Benoit Poher sur L'Amour en face, et de Laurent Lescarret (Soleil blanc et L'amour en face).
Le 22 février 2007, il est présent au Trabendo Session, diffusé sur Europe2TV, où il interprète des titres de ses deux premiers albums.
Des concerts ont lieu en mai 2007, avec deux passages à l'Olympia les 21 et 22 mai 2007, où il reprend notamment la reprise du classique Take on me de A-ha.
L'exploitation de l'album se termine avec L'amour en face qui sortira sur des plates-formes de téléchargement légal le 18 juin 2007.
Le 1er septembre 2007, Thierry termine en 3e position du Festival de Sopot en Pologne.

#### Où vont les histoires?(2008-2010)
Épaulé par la musicienne Axelle Renoir, Thierry Amiel entre en studio à l'automne 2008. Pour ce troisième album, il choisit le registre de la chanteuse canadienne Sarah McLachlan dont il est fan. Son album se compose de reprises intimistes des ballades anglophones de la chanteuse mais aussi d'adaptations en français, selon le Parisien.
Sur cet album, Thierry Amiel se remet à l'écriture en adaptant lui-même les textes en français Je cours après le temps et Même si tes nuits sont plus belles que tes jours.

#### Adam et Eve, la seconde chance(2011-2012)

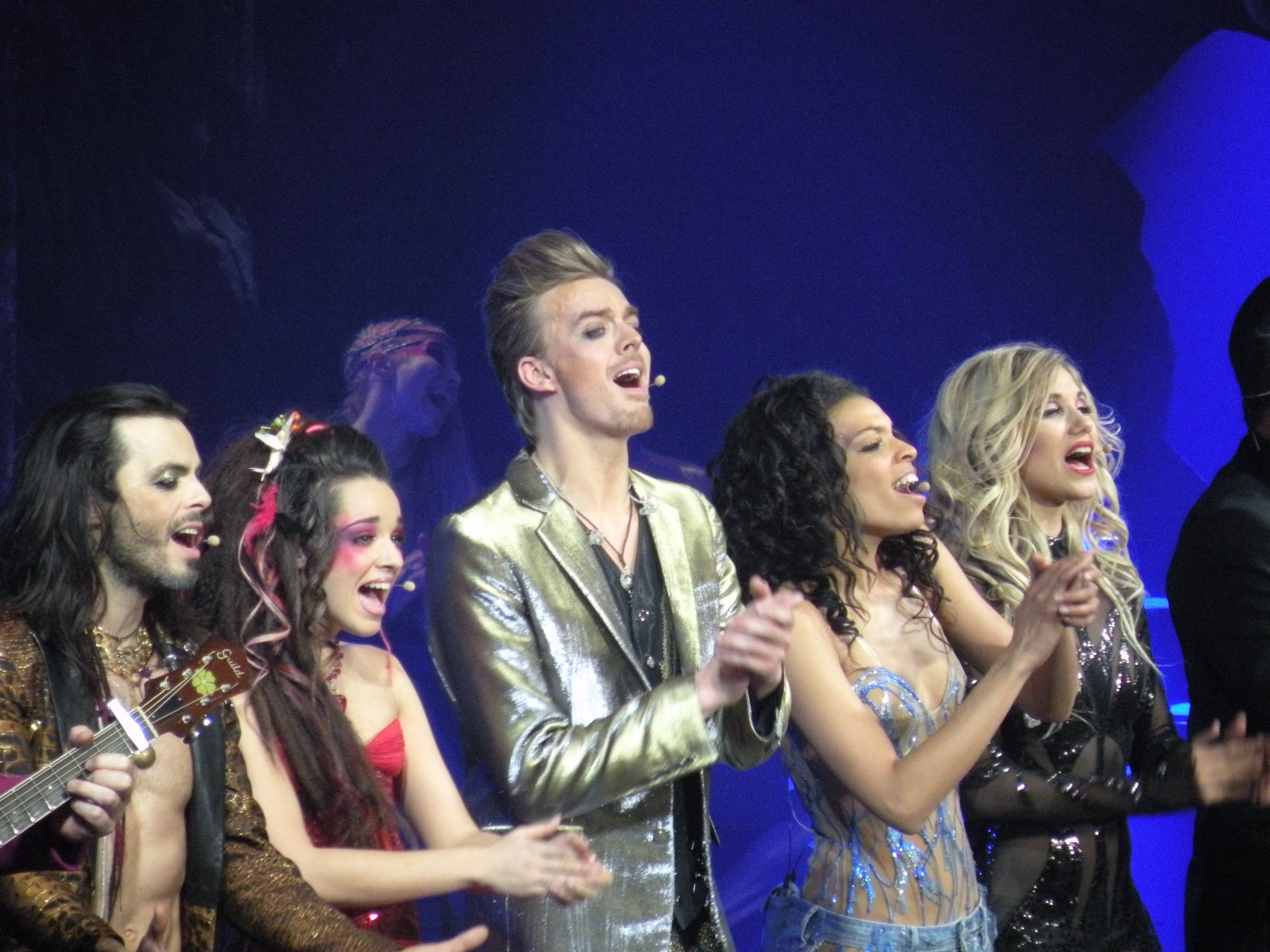
Thierry Amiel avec la troupe d'Adam et Ève.

Pascal Obispo choisit Thierry Amiel pour jouer le rôle d'Adam dans sa nouvelle comédie musicale, dix ans après Les Dix Commandements : Adam et Ève : La Seconde Chance.
Le premier extrait du spectacle s'intitule Rien ne se finit et est interprété par Thierry Amiel, en duo avec la chanteuse Cylia. Le deuxième extrait, Ma bataille, est aussi interprété par Thierry Amiel, en duo avec Nuno Resende. Il chante aussi dans le troisième extrait, Ce qu'on ne m'a jamais dit, avec Cylia.
Le spectacle a lieu du 31 janvier 2012 au 25 mars 2012 au Palais des sports de Paris. Le spectacle est capté en film le 24 mars 2012 et diffusé dans les cinémas du 24 au 26 août 2012.
Une courte tournée composée de showcases et de petits concerts a également lieu entre les mois de mai et juin 2012. La troupe devait ensuite partir en province pour une trentaine de dates à partir de septembre 2012, mais fin août la tournée d'Adam et Eve est annulée pour cause économique.
L'album d'Adam et Ève : La Seconde Chance, album II, composé des chansons inédites du spectacle, sort le 8 octobre 2012. On y retrouve Thierry Amiel en solo sur le titre C'est écrit, et avec le reste de la troupe sur les titres Qui a dit qu'on naissait égaux ?, Time to see the light et Soldiers.

#### L'après-Adam et Eve(2013-2018)
Mi-juin 2013, Thierry Amiel annonce, via les réseaux sociaux, qu'il prépare de nouveaux titres afin de repartir sur sa carrière solo.
En septembre 2014, il participe au single collectif Kiss and Love au profit du Sidaction,.

#### Artéfact (depuis 2019)
2019 marque le retour de Thierry Amiel avec la sortie d’un quatrième album, Artéfact. Il signe la quasi-totalité des textes et le co-compose.
La réalisation est confiée à Manu Larrouy, Jan Pham Huu Tri, Mathieu Daquin et aux Skydancers.
Détends-toi est le premier extrait de l'album, il est suivi du single Fantôme qui sort le 13 septembre 2019.
Un concert de présentation d'Artéfact est donné au Nouveau Casino le 19 septembre 2019.
Début 2020, il entame une tournée de showcases à travers la France afin de présenter cet opus au public.

## Discographie

### DVD
- 8 octobre 2012 : Adam et Ève : La Seconde Chance

### Albums
- 13 octobre 2003 : Paradoxes (double disque d'or [5])
- 20 novembre 2006 : Thierry Amiel (disque d'or[6])
- 24 mai 2010 : Où vont les histoires ?
- 24 octobre 2011 : Adam et Ève : La Seconde Chance (avec la troupe d'Adam et Eve) disque d'or
- 8 octobre 2012 : Adam et Ève : La Seconde Chance, album II (avec la troupe d'Adam et Eve)
- 27 septembre 2019 : Artefact

### Singles
- 20 août 2003 : Les Mots bleus (disque d'argent[7])
- 25 novembre 2003 : Je regarde là-haut
- 18 mai 2004 : Un jour arrive
- 22 janvier 2007 : Cœur sacré
- 18 juin 2007 : De là-haut
- 2007 : L'amour en face
- 2009 : Où vont les histoires ?
- 2010 : Celui qui
- 2011 : Rien ne se finit (comédie musicale Adam et Ève : La Seconde Chance)
- 2011 : Ma bataille (duo avec Nuno Resende, Adam et Ève : La Seconde Chance)
- 2012 : Ce qu'on ne m'a jamais dit (duo avec Cylia, Adam et Ève : La Seconde Chance)
- 2019 :  Détends-toi (12 avril 2019)
- 2019 : Fantôme (13 septembre 2019)
- 2020 : La nuit tombe

### Clips
Carrière solo
- Les Mots bleus (2003)
- Je regarde là-haut (2003)
- Un jour arrive (2004)
- Cœur sacré (2007)
- De là-haut (2007)
- Où vont les histoires (2009)
- Détends-toi (2019)
- Fantôme (2019)
- La nuit tombe (2020)

Adam et Ève : La Seconde Chance
- Rien ne se finit (2011)
- Ma bataille (2011)
- Ce qu'on ne m'a jamais dit (2012)

Autre
- Kiss and Love (2014) - Sidaction